# Alda Costa
Alda Costa (* 26. Januar 1876 in Ferrara; † 30. April 1944 in Copparo) war eine italienische Lehrerin und politische Aktivistin.

## Leben

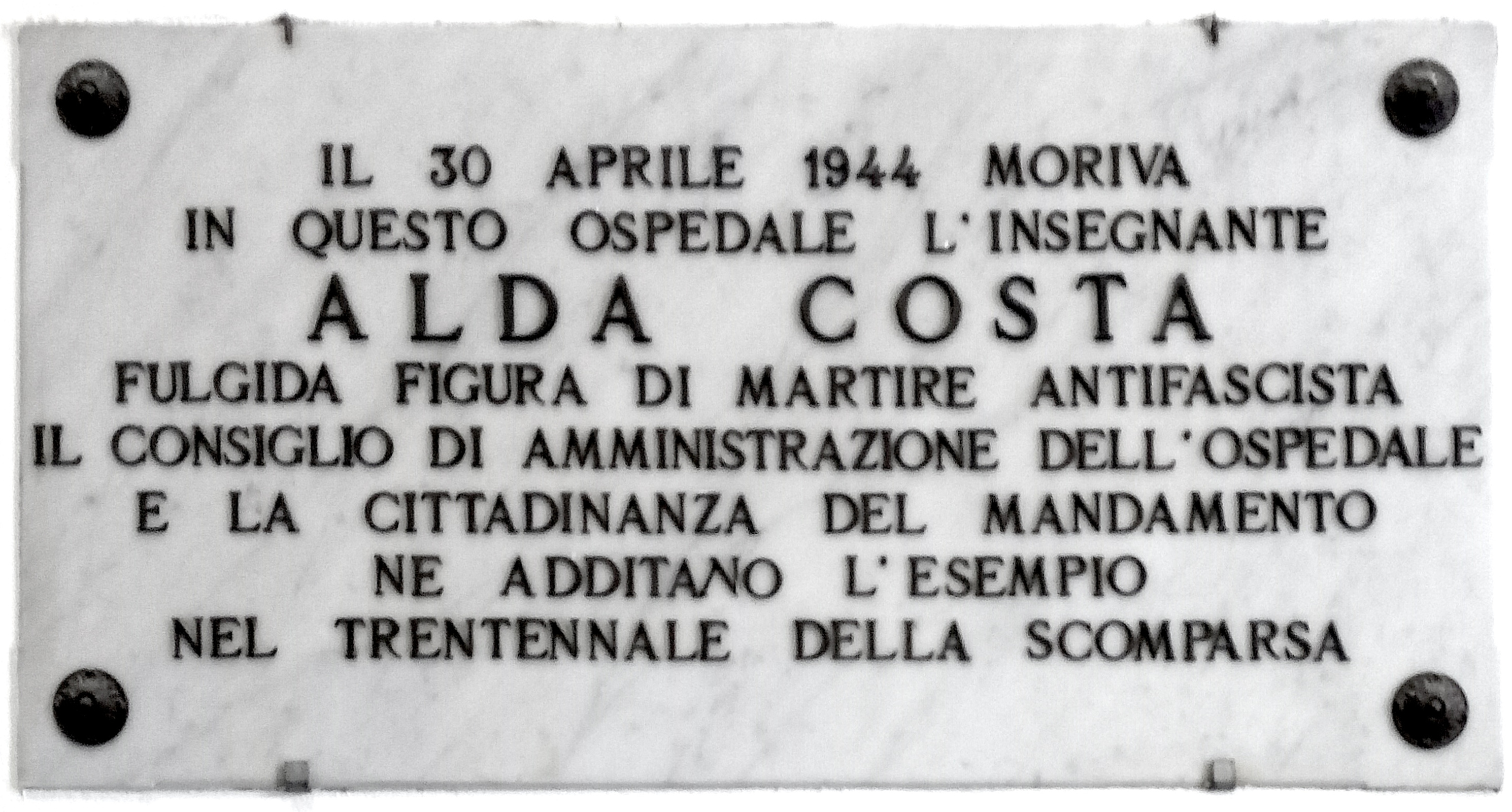
Alda Costas Gedenktafel am Gesundheitszentrum „Terre e Fiumi“ in Copparo (Ferrara), ehemaliges Krankenhaus

Alda Costa wurde am 26. Januar 1876 in Ferrara als Tochter von Vincenzo und Caterina Zaballi geboren. Nach dem Abschluss ihres Studiums als Grundschullehrerin unterrichtete sie zunächst als Aushilfslehrerin und ab 1899 als Volksschullehrerin in Ferrara. 1907 trat sie dem Verband der PSI in Ferrara bei und gehörte dem reformistischen Flügel an. Sie schrieb für den Pensiero socialista, das offizielle Organ des reformistischen Flügels. Im Jahr 1913 gründete sie in Ferrara die Zeitung Bandiera socialista, das Organ der Sozialistischen Partei.
Am 26. November 1916 wurde sie vom regionalen Parteitag in Bologna zur Verantwortlichen für die Friedenspropaganda und der Frauenorganisation der Partei in der Provinz Ferrara ernannt. Dort erklärte sie: Die Schule ist das geeignetste Mittel zur Bewusstseinsbildung der arbeitenden Klassen, daher müssen die Gemeindeverwaltungen geeignete Lebensbedingungen rund um die Schule schaffen, um sie dem Einfluss der Parteien zu entziehen und sie in einer absolut weltlichen Richtung belassen. Dies führte dazu, dass die Polizei sie 1917 als gefährliche Subversive und Internierungskandidatin registrierte.
Auch nach dem Marsch auf Rom am 28. Oktober 1922 setzte sie ihren Kampf gegen den Faschismus fort. Nach der zweiten Spaltung der PSI, aus der 1922 die Partito Socialista Unitario mit Giacomo Matteotti als Sekretär hervorging, organisierte sie geheime Treffen und half politischen Gefangenen.

### Verfolgung im Faschismus
Nachdem sich Alda im Jahr 1926 weigerte dem Regime die Treue zu schwören wurde noch im selben Jahr ihr Haus durchsucht und ein Porträt Matteottis gefunden. Die beiden Vorfälle lieferten dem Stadtrat den Vorwand sie zu entlassen und in die Verbannung zu schicken.
Sie verbrachte 2 Jahre auf den Tremiti-Inseln und dann in einem kleinen Dorf, Corleto Perticara, in der Basilikata.
Der Anwalt Mario Cavallari nahm sich ihrer an und erwirkte die Aufhebung der Maßnahme durch den Staatsrat. Danach durfte sie nach Ferrara zurück, musste aber um vorzeitige Pensionierung bitten.
Nach der Rückkehr nach Ferrara litt sie unter den Lebensbedingungen während ihres Exils und widmete sie sich dem Privatunterricht. Sie hielt Kontakt zu ihren Kameraden und schaffte es, sich wieder in die Reihen der Antifaschisten einzureihen, bis sie von der OVRA verhaftet wurde. Sie wurde einen Monat lang bei Wasser und Brot gefangen gehalten, musste harte Verhöre und Misshandlungen über sich ergehen lassen, verriet aber der Polizei nicht die Namen ihrer sozialistischen Genossen.
Sie wurde am 25. Juli 1943 entlassen, aber in der Nacht zum 15. November 1943, nach der Ermordung des ferraresischen Republikaners Igino Ghisellini, erneut verhaftet und ins Gefängnis von Copparo gebracht. Von hier wurde sie wegen Leukämie in das örtliche Krankenhaus eingeliefert, wo sie am 30. April 1944 starb. Bevor sie starb, hinterließ sie dem Richter und Direktor des Gefängnisses von Copparo, Antonio Buono, der ihr geholfen hatte eine Liste mit Namen von Genossen an einen anderen Sozialisten weiterzugeben um die Reihen der Partei wieder aufzubauen, folgende Nachricht: „Sagt meinen Genossen, dass ich meinem Ideal treu geblieben bin“.

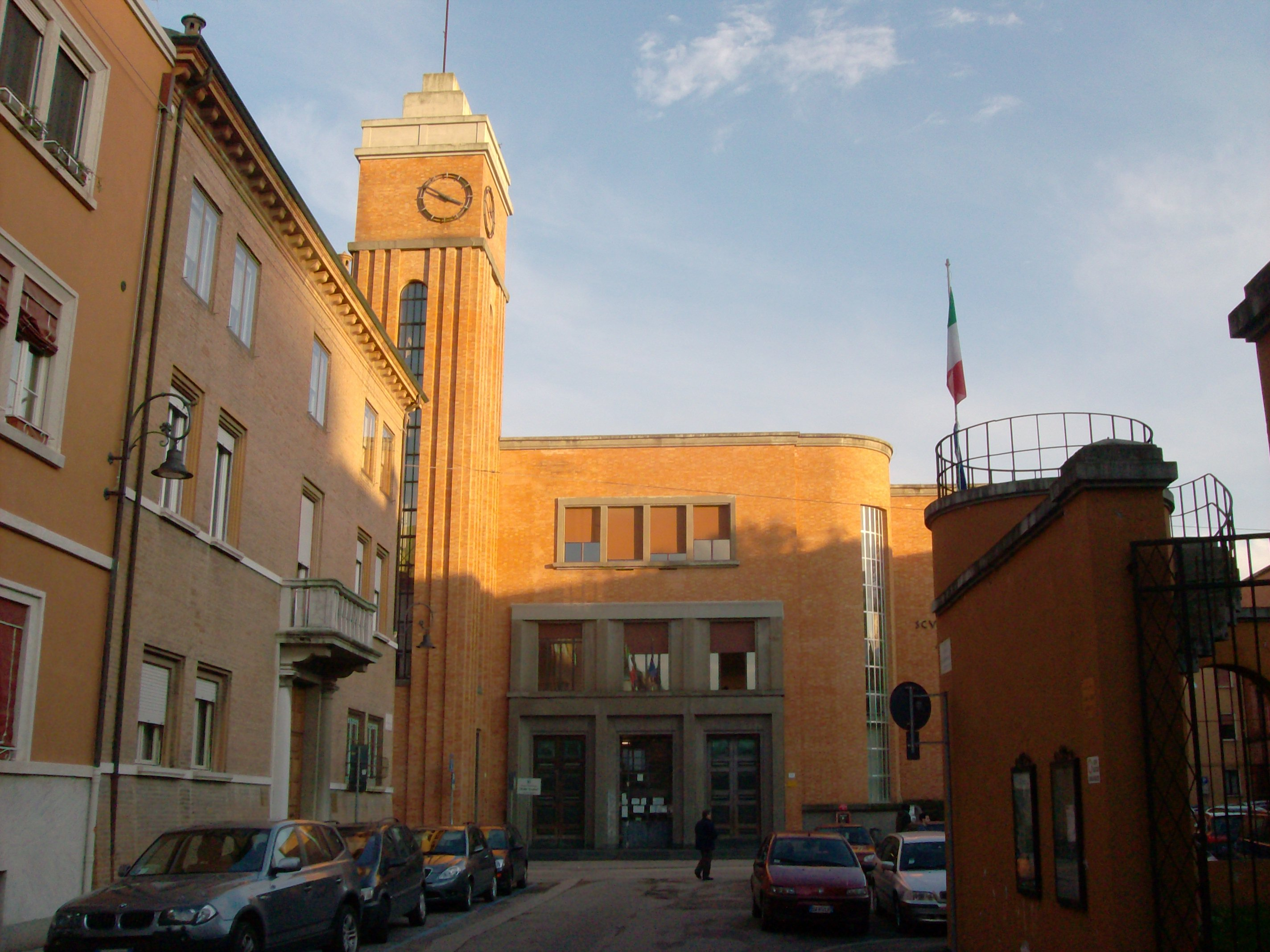
Nach ihr benannte Grundschule in Ferrara

Die Beerdigung von Alda Costa fand am ersten Mai im Morgengrauen und unter großer Geheimhaltung statt. Auf Anordnung der Präfektur durfte niemand teilnehmen, um eine „Störung der öffentlichen Ordnung“ zu vermeiden. Die Fenster wurden geschlossen gehalten und die Stadt wurde von einer großen Anzahl von Polizisten bewacht. Nur der Direktor des Gefängnisses und der Pfarrer durften den Leichenwagen zum Friedhof begleiten.

### Anerkennung
Die Scuola elementare Alda Costa in Ferrara und die gleichnamige Direktion für Bildung in Vigarano Mainarda wurden nach ihr benannt.
Am 16. November 2006 wurden ihre sterblichen Überreste in den Sacello dei Caduti per la Libertà (Gedächtniskapelle der Gefallenen für die Freiheit) in der Certosa in Ferrara überführt und beigesetzt.